# Baie Aiapew
Baie Aiapew är en vik i Kanada.   Den ligger i provinsen Québec, i den sydöstra delen av landet, 400 km norr om huvudstaden Ottawa.
Runt Baie Aiapew är det ganska glesbefolkat, med 34 invånare per kvadratkilometer.